# 奥平克治
奥平 克治（おくだいら よしはる、1948年4月15日- ）は、日本の技術者。山陽電気鉄道元常務取締役・顧問。

## 略歴
1972年 大阪工業大学工学部土木工学科（現在の都市デザイン工学科）卒業後、山陽電気鉄道入社。1993年 開発室部長。1997年 開発事業本部部長。2003年 取締役 開発事業本部長。2005年 常務取締役 開発事業本部長。2009年 系列グループの須磨浦遊園 代表取締役社長。2015年 常務取締役退任、顧問。